# 历下亭

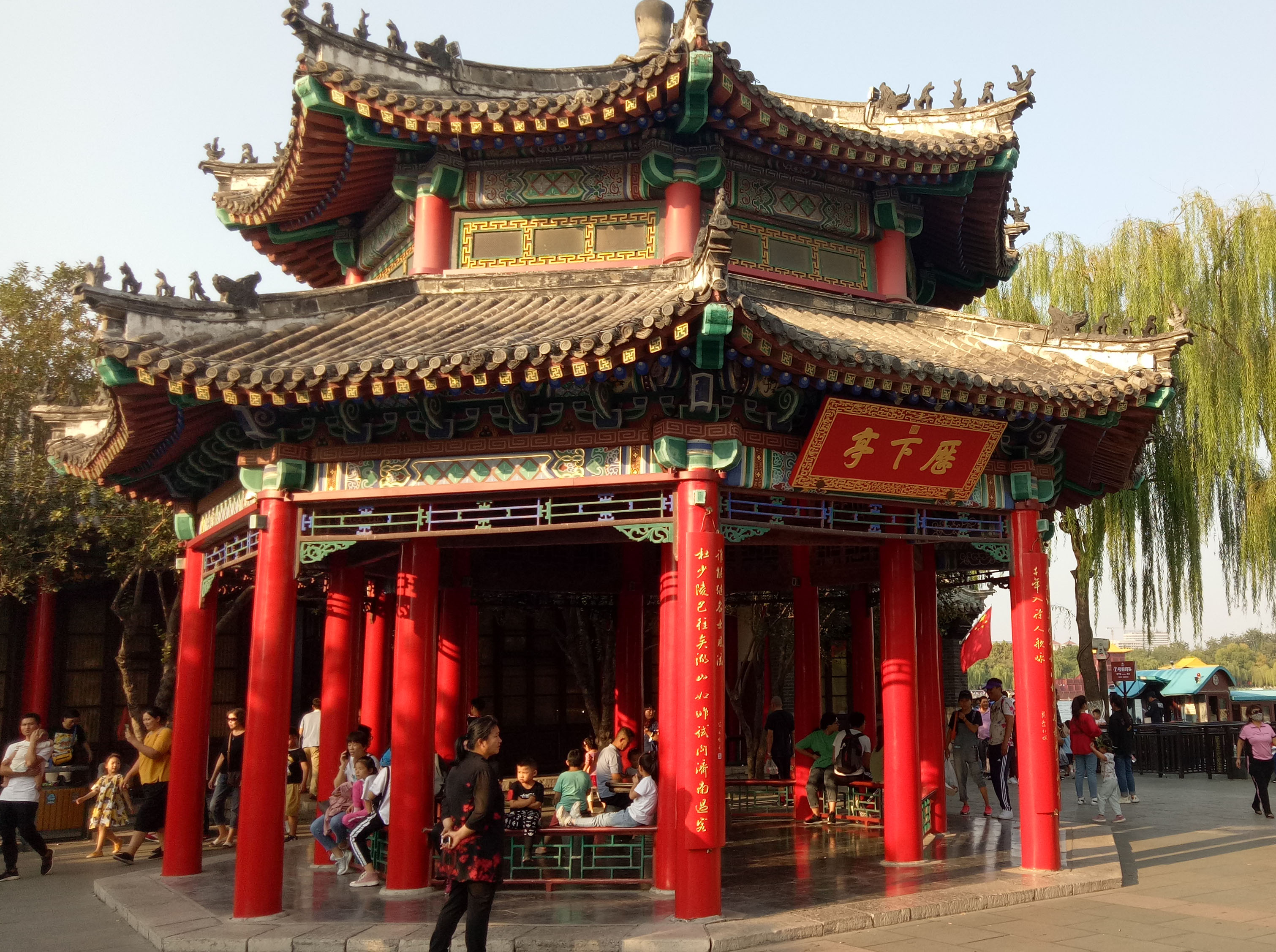
历下亭

历下亭，一名古历亭，位于济南大明湖中的小岛上，由于南临历山（千佛山的旧称）而得名。
该亭历史悠久，前身是北魏时位于五龙潭的客亭（客亭一名为迎送之用亭子的统称），唐时更名为历下亭。天宝四载（745年）时，北海郡太守李邕曾在此宴请杜甫及济南名士，席中杜甫赋有《陪李北海宴历下亭》一诗，现亭东游廊门上的楹联即为其中“海右(歷下)此亭古，济南名士多”一句，為名書法家何紹基所題，该诗也是历下亭一名最早的文献记载。
宋、元时该亭迁至大明湖南岸一面山背湖的高台上，在此可览全湖山湖之胜，秋日时湖水微波荡漾，芦荻瑟瑟，西风萧萧，即为济南八景中的历下秋风。后几经兴废，至清朝康熙年间移至湖中今址，现亭内匾额“历下亭”为清乾隆帝所书。清末譴責小說老殘遊記中主角老殘曾遊歷此地。